# 新城水库 (延寿)
新城水库是中国黑龙江省哈尔滨市延寿县境内的一座水库，位于蚂蚁河支流石头河上，建于1969年。水库正常库容为900万立方米，集雨面积为99平方千米，海拔为255米。